# Остановим исламизацию Европы
Остановим исламизацию Европы (SIOE) — группа с провозглашённой целью предотвращения роста доминирования ислама в Европе. Это политически активная группа, которая действовала в Дании и провела антиисламские акции протеста в Великобритании. Эта группа возникла из соединения датской группы Остановим исламизацию Дании с английскими антиисламскими активистами.
Целью группы является продействие исламскому экстремизму, — их девиз: «Расизм является низшей формой человеческой глупости, но исламофобия находится на одном уровне со здравым смыслом».

## Идеология
Группа позиционирует себя как союз с единственной целью — предотвращения роста доминирования ислама в Европе. Организация призывает к полному бойкоту мусульманских стран, а также призывает бойкотировать компании Fisher-Price, Asda, Kentucky Fried Chicken и Radisson Hotel chain в связи с производством этими компаниями продукции для мусульман.

## История

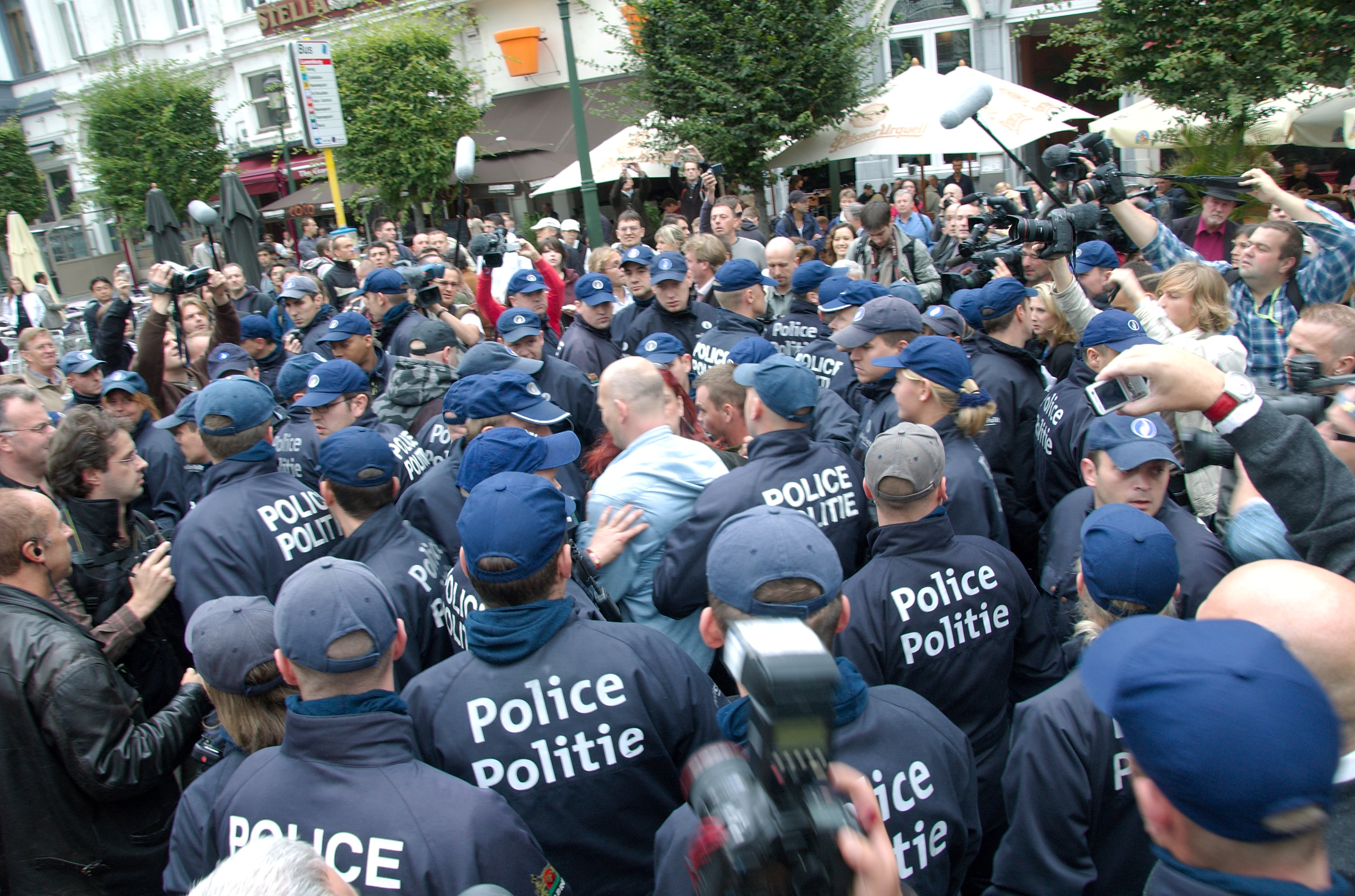
Демонстрация проведённая в Брюсселе, Бельгия.

Остановим исламизацию Европы были вдохновлены датской организацией с таким же названием, которая провела акции протеста около датской мечети после скандала с карикатурами на пророка Мухаммеда. Организация имеет более 16000 сторонников на своей странице в Facebook.

## Лидеры

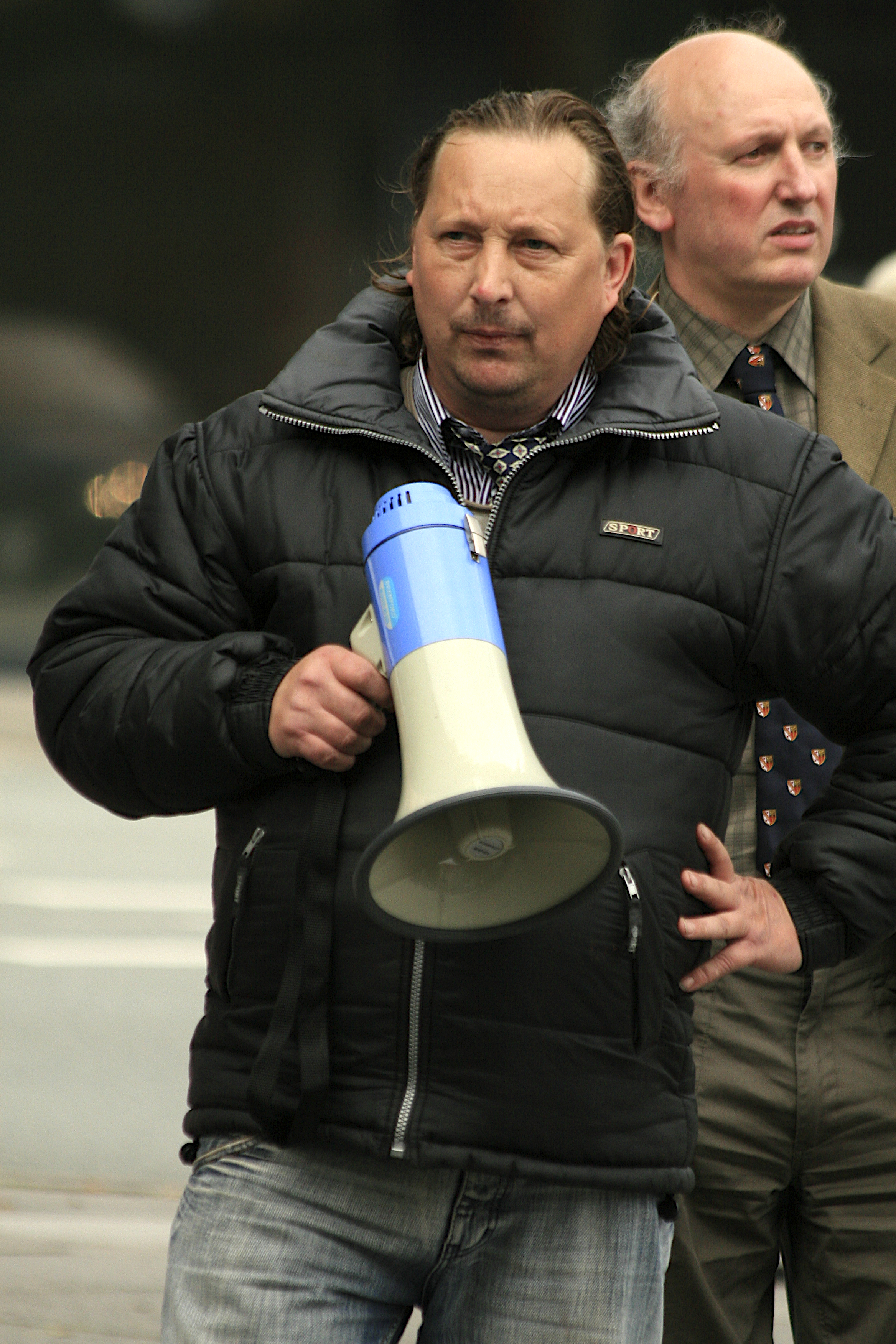
Глава Остановим Исламизацию Дании Андерс Граверс Педерсен (слева) и представитель Остановим Исламизацию Европы в Великобритании Стивен Гэш (справа)

### Стивен Гэш
Стивен Гэш (родился в 1953 году) в 2007 году участвовал в дополнительных выборах (вызванных отставкой тогдашнего премьера Тони Блэра) в округе Седжфилд, от Партии Английских Демократов. Гэш набрал 177 голосов. В соответствии с его предвыборной программой, главными темами его кампании были поддержка Английского Парламента, решение Западно-Лотианского вопроса и иммиграционный контроль. Он использовал вопрос Османского вторжения в Сербию в качестве оправдания действий Радована Караджича, обвиняемого в причастности к резне в Сребренице в 1995 году.

### Андерс Граверс Педерсен
Андерс Граверс Педерсен родился в Дании и живёт в небольшом городке Сторворде. Он баллотировался на муниципальных выборах в Ольборге в 2005 году и получил 383 голоса, а организация «Остановим Исламизацию Дании» получила в общей сложности 1172 голоса. Это составило менее 1 % от всех поданных голосов.

## Дания
Остановим исламизацию Европы первоначально была датской антиисламистской группой, организовавшейся после датского карикатурного скандала. Группа была основана в 2007 году Андерсом Граверсом Педерсеном, лидером маленькой датской партии под названием Остановим исламизацию Дании. 11 сентября 2007 года группа организовала демонстрацию в Брюсселе (Бельгия).
Партнерские организации были созданы в 11 европейских странах, включая Данию, Венгрию, Россию, Финляндию, Францию, Германию, Норвегию, Польшу, Румынию и Швецию, а также в Соединенных Штатах Америки.
31 марта 2012 года во втором по численности городе Дании Орхусе прошла демонстрация ультраправых и антимусульманских группировок со всей Европы под названием «Европейское совещание против джихада». На демонстрацию пришло около 200 человек. Одновременно с этим на свою демонстрацию вышли члены левых и антифашистских движений, придерживающихся позиции «Орхус за многообразие», в количестве около 2,5 тыс. человек. Впоследствии между ультраправыми, левыми и представителями полиции Дании произошла потасовка. 83 человека были арестованы, пострадал один полицейский.

## Бельгия
29 сентября 2011 года в пригороде Антверпена Хобоконе между пресс-секретарём исламского движения «Sharia4Belgium» Абу Имрамом и представителем партии Фламандский интерес Филиппом Девинтером произошли дебаты на тему «Ислам во Фландрии: друг или враг?». Представитель «Sharia4Belgium» заявил, что «Бельгию нужно обратить в исламское государство. У нас найдётся немало судей, учителей и лидеров, которые смогли бы стать халифами. Мы — группа молодых мусульман, которые хотят ввести чистейшую форму ислама. Мы выступаем за добро и осуждаем любое зло. Филипп Девинтер прав, это начало исламизации Антверпена. И всем неверным остаётся либо приспосабливаться, либо уйти». Помимо этого, он рассказал о взглядах движения на демократию: «Вы можете быть или мусульманином, или демократом, но не можете быть тем и другим одновременно. Мне нет дела до неверных. Моё дело угождать Аллаху, а не неверным. Закон создаётся не парламентом и не министрами, закон установил Аллах. Не может быть иудео-христианина или исламо-иудея, и также не может быть мусульманина-демократа. Мусульманин не может исповедовать демократию, как идеологию». В ответ на это Девинтер сказал, что по всей Европе и Бельгии подобные взгляды должны приниматься толерантно, и в этом заключается главная проблема. «Я не боюсь показаться нетолерантным, говоря, что это должно быть запрещено. В этом наша большая проблема и наша слабость. Если Запад настолько плох и пришёл в упадок, а арабский мир такой великий, что вы тогда тут делаете? Езжайте обратно и оставайтесь там!» «Почему в исламских странах нет ни одного Нобелевского лауреата? Почему там такая слабая экономика? Почему куча социальных проблем? Причина всего этого зла одна — это Коран», — сказал Девинтер.

## Критика
В сентябре 2009 года Джон Дэнхам, секретарь Лейбористской партии, подверг организацию критике и заявил, что она «пытается спровоцировать насилие на улицах Великобритании» и назвал организацию «правой». Организация Объединимся против фашизма выступили против SIOE. The Community Security Trust (CST) связал SIOE с Лигой английской обороны и крайне правой Британской национальной партией (BNP), несмотря на то, что в BNP отрицали какую-либо связь с SIOE.